# NGC 7268
NGC 7268 је спирална галаксија у сазвежђу Јужна риба која се налази на NGC листи објеката дубоког неба.
Деклинација објекта је - 31° 12' 4" а ректасцензија 22h 25m 40,6s. Привидна величина (магнитуда) објекта NGC 7268 износи 13,3 а фотографска магнитуда 14,3. NGC 7268 је још познат и под ознакама ESO 467-57, MCG -5-53-1, AM 2222-312, PGC 68847.